# Беджиковиці
Беджиковиці (пол. Biedrzykowice) — село в Польщі, у гміні Дзялошиці Піньчовського повіту Свентокшиського воєводства.
Населення — 97 осіб (2011).
У 1975-1998 роках село належало до Келецького воєводства.

## Демографія
Демографічна структура на день 31 березня 2011 року:
|          | Загалом | Допрацездатний вік | Працездатний вік | Постпрацездатний вік |
| -------- | ------- | ------------------ | ---------------- | -------------------- |
| Чоловіки | 52      | 10                 | 35               | 7                    |
| Жінки    | 45      | 3                  | 28               | 14                   |
| Разом    | 97      | 13                 | 63               | 21                   |